# Златогоров, Семён Иванович
Семён Иванович Златогоров (при рождении Шмуэл-Шлоймо (Самуил Шлойм) Липманович Гольдберг; 2 мая 1873, Берлин — 17 марта 1931, Ленинград) — русский и советский микробиолог, эпидемиолог и инфекционист, член-корреспондент АН СССР (1929).

## Биография
Родился 2 мая 1873 года в еврейской купеческой семье в Берлине под именем Самуил-Шлойм (Шмуэл-Шлойме) Липманович Гольдберг. В 1891 году окончил курс гимназии в Ростове-на-Дону с серебряной медалью. В 1892 году перед поступлением в Императорскую Военно-медицинскую академию принял православие и новое имя Семён Иванович Гольдберг. В 1897 закончил Медико-хирургическую академию. Работал в противочумной лаборатории форта Александр I.
В 1902 году получил разрешение на смену фамилии на Златогоров (дословный перевод исходной фамилии Гольдберг).
Специализировался по микробиологии у Ильи Мечникова. С 1911 года был профессором Психоневрологического института; в 1920—1924 — профессором Военно-медицинской академии и Ленинградского женского медицинского института. В 1924—1929 годах руководил 1-м Украинским санитарно-бактериологическим институтом (Харьков), с 1929 года был директором профилактического института Военно-медицинской академии.
Осенью 1930 года провёл обследование санитарно-эпидемиологического состояния рабочих поселков комбината «Апатит», где началась эпидемия кори и брюшного тифа. После поданного им отчёта, содержавшего негативную оценку состояния условий жизни и быта рабочих, был освобождён от всех занимаемых им должностей и уволен с военной службы; 19 декабря 1930 года был арестован ОГПУ по обвинению во вредительской деятельности в составе контрреволюционной организации врачей-микробиологов и помещен в «Кресты». В начале февраля 1931 года у него началось серьёзное урологическое заболевание, 16 марта его перевели в городскую больницу им. Первухина, где через день он умер. Похоронен на Новодевичьем кладбище в Ленинграде (Санкт-Петербурге).

## Научная деятельность
Основные труды посвящены переменчивости микробов, изучение которой дало Златогорову возможность использовать для приготовления вакцин микробные штамми, что владеют наибольшей иммуногенностью. Впервые задался вопросом о приготовлении ассоциируемых вакцин.
Разрабатывал вопрос этиологии и профилактики кори и скарлатины, занимался изучением механизмов развития чумы и холеры. Организатор и участник экспедиции по борьбе с чумой, холерой и другими инфекциями в Астраханской губернии (1899), на Дону (1902), в Иране (1904), Китае (1911) и др.

## Публикации
- Вакцинотерапия в медицине, — Харьков, 1923;
- Учение о микроорганизмах. Ч. 1-3. — Петроград, 1916—1918;
- Учение об инфекции и иммунитете, — Харьков, 1928;
- Курс инфекционных заболеваний. Т. 1-2, — М.—Л., 1932—1935.

## Семья
Жена — Татьяна Руфовна Златогорова (урождённая Кельберг, 1880—1951).
- Дочь — Татьяна (Таисия) Семёновна Златогорова (1912—1950), актриса, драматург и сценаристка, по-профессии врач, соавтор и гражданская жена сценариста А. Я. Каплера, была замужем за писателем И. М. Меттером; покончила с собой в тюрьме.